# 1038 (szám)
Az 1038 (római számmal: MXXXVIII) az 1037 és 1039 között található természetes szám.

## A szám a matematikában
A tízes számrendszerbeli 1038-as a kettes számrendszerben 10000001110, a nyolcas számrendszerben 2016, a tizenhatos számrendszerben 40E alakban írható fel.
Az 1038 páros szám, összetett szám, szfenikus szám. Kanonikus alakja 21 · 31 · 1731, normálalakban az 1,038 · 103 szorzattal írható fel. Nyolc osztója van a természetes számok halmazán, ezek növekvő sorrendben: 1, 2, 3, 6, 173, 346, 519 és 1038.
Az 1038 egyetlen szám valódiosztó-összegeként áll elő, ez a 690.

## Csillagászat
- 1038 Tuckia kisbolygó